# Festival international du film de Vancouver 2014
Le festival international du film de Vancouver 2014, la 33e édition du festival (33nd annual Vancouver International Film Festival ou VIFF), s'est tenu du 25 septembre au 10 octobre 2014.

## Palmarès
- Meilleur film canadien : Violent de Andrew Huculiak
- Meilleur court métrage canadien :

- Women in Film + Television Artistic Merit Award : Sitting on the Edge of Marlene de Ana Valine

Prix du public
- People’s Choice Award : The Vancouver Asahi de Ishii Yuya  Japon
- VIFF Award du meilleur film canadien : Preggoland de Jacob Tierney
- VIFF Award du meilleur documentaire : All The Time In The World de Suzanne Crocker
- VIFF Award du meilleur documentaire international : Glen Campbell : I'll Be Me de James Keach
- VIFF Award du meilleur film sur l'environnement :
- VIFF Award du meilleur premier film :